# Carla White
Carla Ruth White (15 de septiembre de 1951 - 9 de mayo de 2007) fue una cantante de jazz estadounidense.

## Biografía
White nació en Oakland, California, y se crio en la ciudad de Nueva York, donde estudió danza y canto para jazz. Comenzó a cantar y actuar en la escuela secundaria. Se mudó a Londres en 1969 para asistir a la Academia de Arte Dramático Webber-Douglas. Regresó a la ciudad de Nueva York y tomó lecciones de música intermitentemente durante la década de 1970 con Lennie Tristano y Warne Marsh. En 1979 conoció al trompetista Manny Duran, quien se convirtió en su mentor. Formaron White-Duran Band y grabaron el álbum Andruline para Stash Records. White murió de cáncer el 9 de mayo de 2007 en Nueva York.

## Discografía
- Andruline with Manny Duran (Stash Records, 1984)
- Orient Express (Milestone, 1987)
- Mood Swings (Milestone, 1988)
- Listen Here (Evidence, 1995)
- Live at Vartan Jazz (Vartan Jazz, 1998)
- The Sweetest Sounds (DIW, 2000)
- In Mexico (Jazz Cat, 2000)
- Can't say Goodbye to Yesterday (Rightsscale, 2001)
- A Voice in the Night (Bright Moon, 2006)